# 帕卡區
帕卡區（西班牙語：Distrito de Paca），是秘魯的一個區，位於該國中部胡寧大區的豪哈省，始建於1943年9月30日，面積34.22平方公里，海拔高度3,390米，2005年人口1,658，人口密度每平方公里48人。